# Линяна
Линя̀на (на италиански: Lignana; на пиемонтски: Gnan-a, Нян-а) е село и община в Северна Италия, провинция Верчели, регион Пиемонт. Разположено е на 139 m надморска височина. Населението на общината е 584 души (към 2010 г.).